# Nicolás Quijera
Artikeln följer den spanska namnseden; faderns efternamn är Quijera och moderns efternamn Poza.
Nicolás Quijera Poza, född 24 juni 1996 i Pamplona, är en spansk spjutkastare.

## Karriär
Som ung tävlade Quijera vid junior-VM 2014 i Eugene, junior-EM 2015 i Eskilstuna och U23-EM 2017 i Bydgoszcz. Han tog även guld vid U23-medelhavsspelen 2016 i Tunis efter ett kast på 75,30 meter.
I juni 2018 förbättrade Quijera sitt personbästa till 80,21 meter vid en tävling i Eugene, vilket var det näst längsta kastet av en spansk spjutkastare genom tiderna. Samma månad tog han guld vid medelhavsspelen i Tarragona efter ett kast på 75,13 meter. I juli 2018 vid spanska mästerskapen i Getafe tog Quijera guld i spjut efter att slutat framför sin bror Manu Quijera. Det var första gången sedan 1953 som två bröder slutat på pallplats tillsammans vid de spanska mästerskapen. I augusti 2018 tävlade han vid EM i Berlin men gick inte vidare från kvalet.

## Internationella tävlingar
| År                   | Tävling                  | Plats                | Placering            | Gren                 | Distans              |
| Tävlande för Spanien | Tävlande för Spanien     | Tävlande för Spanien | Tävlande för Spanien | Tävlande för Spanien | Tävlande för Spanien |
| -------------------- | ------------------------ | -------------------- | -------------------- | -------------------- | -------------------- |
| 2014                 | Juniorvärldsmästerskapen | Eugene               | 14:e (kval)          | Spjutkastning        | 66,19 m              |
| 2015                 | Junioreuropamästerskapen | Eskilstuna           | 16:e (kval)          | Spjutkastning        | 67,28 m              |
| 2016                 | U23-medelhavsspelen      | Tunis                | 1:a                  | Spjutkastning        | 75,30 m              |
| 2017                 | U23-europamästerskapen   | Bydgoszcz            | 12:e                 | Spjutkastning        | 69,59 m              |
| 2018                 | Medelhavsspelen          | Tarragona            | 1:a                  | Spjutkastning        | 75,13 m              |
| 2018                 | Europamästerskapen       | Berlin               | 24:e (kval)          | Spjutkastning        | 73,27 m              |

## Personliga rekord
Utomhus
- Spjutkastning – 80,21 (Eugene, 6 juni 2018)[7]